# Martti Jukola
Martti Henrik Jukola, né le 22 octobre 1900 à Turku et mort le 3 octobre 1952 à Helsinki, est un athlète et un journaliste sportif finlandais.
En tant qu'athlète, il participe aux Jeux olympiques de Paris en 1924. Il est un pionnier de la couverture sportive à la radio en Finlande.

## Biographie

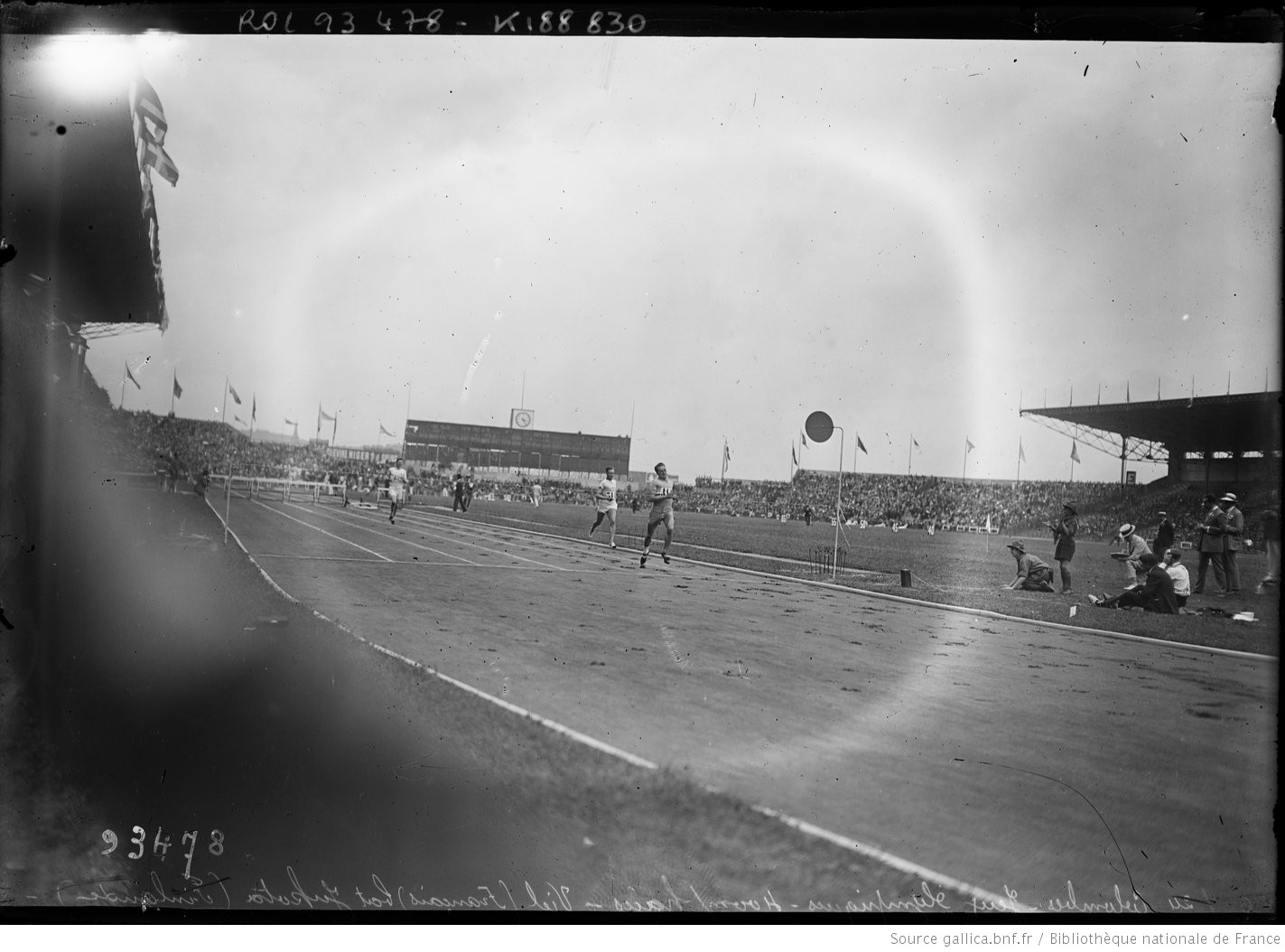
Roger Viel bat Martti Jukola lors des quarts de finale des JO 1924.

Les parents de Martti Jukola sont Aapo Henrik Jukola, enseignant, et Maria Wilhelmina Grönroos. En 1922, il obtient une licence de philosophie et il a un emploi étudiant pour une fédération sportive, la Finlands gymnastik-och idrottsförbunds (FGIF). Ensuite, il commence à écrire en tant que journaliste pour Urheilulehti (en) où Lauri Pihkala est le rédacteur en chef. Il mène en même temps que son activité de journaliste une carrière sportive où il signe plusieurs podiums, souvent derrière Erik Wilén, aux championnats de Finlande d'athlétisme (en). En 1924, il participe à l'épreuve du 400 mètres haies masculin aux Jeux olympiques d'été de 1924 où il se classe 5e de sa demi-finale malgré une blessure aux ischios-jambiers. Pendant la compétition, il est également reporter pour son journal et il relate les réussites des autres membres de la délégation. 
Entre 1926 et 1930, il quitte Urheilulehti et il travaille chez WSOY. Pendant sa période chez WSOY, il est éditeur pour Kansan Kuvalehti (fi) et il termine également sa thèse sur Juhana Heikki Erkko à l'Université d'Helsinki. Ensuite, en 1931, il retourne au Urheilulehti (en) mais cette fois en tant que rédacteur en chef et il est en parallèle commentateur pour Yle. Plus tard, il est directeur des ressources humaines et rédacteur d'un magazine pour les salariés de Enso-Gutzeit,. Entre 1939 et 1942, il est le chef du département des commentaires chez Yle.
Sur le plan associatif, il est le premier président de l'association finlandaise des journalistes sportifs (fi) et le président du Ylä-Vuoksen Palloseura (fi). Il est membre de Varsinaissuomalainen osakunta.
Il joue son propre rôle dans ”Sano se suomeksi” (fi), Avoveteen (film) (fi) et dans Jees, olympialaiset, sanoi Ryhmy (fi).

## Résultats sportifs

### Jeux olympiques
| Épreuve / Édition  | JO 1924    |
| 400m Haies         | 11e        |
| Relais 4x400 Haies | Non retenu |

### Championnats de Finlande
| Éditions  | 400 m | 800 m | 400 m Haies | 110 m Haies |
| --------- | ----- | ----- | ----------- | ----------- |
| 1920 (fi) |       | 3e    |             |             |
| 1921 (fi) |       |       |             |             |
| 1922 (fi) |       |       | 3e          |             |
| 1923 (fi) |       |       | 2e          |             |
| 1924 (fi) |       |       | 2e          | 2e          |
| 1925 (fi) |       |       | 2e          |             |
| 1926 (fi) | 3e    | 2e    |             |             |
| 1927 (fi) |       |       | 3e          |             |
| 1928 (fi) |       |       | 3e          |             |
| 1929 (fi) |       |       | 3e          |             |
| 1930 (fi) |       |       | 3e          |             |

### Autres
En 1928, il se classe 3e du 4x100m avec son club de Turku lors des Championnats de Finlande interclubs d'athlétisme 1928 (fi).
En 1930, il se classe 3e du 4x400m avec l'équipe 2 du Helsingin Kisa-Veikot (fi) lors des Championnats de Finlande interclubs d'athlétisme 1930 (fi).

### Record
Sur 400m Haies, son record est de 55,4 s en 1926.

## Hommage
Pekka Tiilikainen (fi) dit de Martti Jukola « [qu'il] a créé les bases des reportages de la radio finlandaise ». Il est membre du Temple de la renommée des sports finlandais (fi).

## Publications

### Ouvrages
- (fi) Martti Jukola, Alloo, Alloo...! Kuvia ja katkelmia Pariisin olympialaisista, 1924
- (fi) Martti Jukola, Olympialaiskisat ennen ja Parisissa 1924, vol. 1 et 2, 1924
- (fi) Martti Jukola, Sata urheilijaa. Muoto- ja henkilökuvia nykypäivien suomalaisista urheilijoista, 1924
- (fi) Martti Jukola, Ennätysvauhtia. Turun urheiluliiton 25-vuotisjulkaisu., 1926
- (fi) Martti Jukola, Olympialaiskisat Amsterdamissa 1928, 1928
- (fi) Martti Jukola, Olympialaispoikia, 1928
- (fi) Martti Jukola, Juhana Heikki Erkko. Elämä, runoilijatoiminta ja teokset, vol. 1, 1930
- (en) Martti Jukola, Athletics in Finland, 1932
- (fi) Martti Jukola, Me uskomme urheiluun, 1932
- (fi) Martti Jukola, Huippu-urheilun historiaa, 1935
- (fi) Martti Jukola, Juhana Heikki Erkko. Elämä, runoilijatoiminta ja teokset, vol. 2, 1939
- (fi) Martti Jukola, Urheilutaidon alkeet, 1942
- (fi) Martti Jukola, Laakeriseppele. Pyrähdyksiä kotimaassa ja maailmalla. Urheiluselostajan muistelmia, 1943
- (fi) Martti Jukola, Urheilun pikku jättiläinen (fi), WSOY, 1945 (livre réédité plusieurs fois et il s'agit du livre de sport finlandais le plus vendu de tous les temps)
- (fi) Martti Jukola, Urheileva nuoriso, 1948
- (fi) Martti Jukola, Suuri Olympiakirja, 1952
- (fi) Martti Jukola et Lauri Nurmi (fi), Finlands idrott av i dag, 1947
- (fi) Martti Jukola et Lauri Nurmi (fi), Finlands idrott av idag, 1952

### Traductions
- (fi) Karel Čapek et Martti Jukola, Insinööri Prokopin aivokuume, Urheilijain kustannusoy, 1944